# Martin Barré
Pour les articles homonymes, voir Barré.
Martin Barré, né le 22 septembre 1924 à Nantes et mort le 8 juillet 1993 à Paris 13e, est un peintre abstrait français.

## Biographie
Né d'un père architecte, Martin Barré s’inscrit aux cours d’architecture à l’École des Beaux-Arts de Nantes en 1939. Cependant, il les délaisse très vite pour suivre ceux de peinture donnés par Paul Deltombe, grâce à qui il découvre notamment Gauguin, Cézanne et Renoir. En 1943, il quitte l'École et réalise son premier voyage à Paris, qu’il l’effectue à pieds et y reste plusieurs mois.
Entre 1946 et 1947, il est décorateur au Théâtre d’Essai à Nantes, où il réalise notamment des décors pour « Huis Clos » de Sartre, ceux d'une pièce de Giraudoux et aussi pour « Médée » d’Anouilh.
Il s’installe définitivement à Paris en 1948 et présente l’année suivante sa première exposition à la galerie du Vert-Galant, uniquement composée de peintures figuratives. Par la suite, il s’intéresse à l’abstraction et effectue de nombreuses recherches plastiques. Il réalise entre autres des collages géométriques, des gouaches abstraites lyriques, mais décide aussi de peindre avec le manche d’un pinceau, au couteau à mastic et même sans outil, se rapprochant ainsi du tachisme. De ces œuvres, il ne reste quasiment plus rien aujourd’hui puisque la plupart ont été détruites notamment pour récupérer la toile.
En 1954, deux de ses toiles sont exposées au Salon des Réalités Nouvelles.
En 1955, ses œuvres abstraites sont exposées pour la première fois au sein d'une exposition personnelle à la Galerie La Roue à Paris.
Son œuvre est récompensée en 1988 par le Grand Prix national des arts.
Il est représenté à Paris par la Galerie Nathalie Obadia.

## Œuvre
Martin Barré réalise à partir des années 1960 une peinture abstraite qui n'est ni informelle, ni géométrique. Remarqué par Pierre Restany pour une œuvre de 1960, il cherche plus à révéler l'espace, par exemple par le tracé d'une ligne, qu'à produire des formes. Il trace cette ligne en appliquant le tube directement sur la toile, ou plus tard à la bombe aérosol.
Au cours des années 1970, son travail s'organise à travers cinq séries qui suivent un protocole identique : il trace un fragment de grille oblique sur un fond blanc, hachure ou marque certaines cases puis recouvre le tout d'un voile plus ou moins blanc, recommençant éventuellement plusieurs fois.
Dans les années 1980, il redonne de l'importance à la couleur et sa peinture devient plus géométrique.

## Expositions

### Expositions personnelles (sélection)
- Martin Barré. Les oeuvres de la Fondation Gandur pour l'Art, Musée des Beaux-Arts de Rouen, Rouen, 10 février 2023 - 8 janvier 2024
- Martin Barré (rétrospective), centre Georges-Pompidou, Paris, 2020
- Martin Barré. 1972-1977 : Les années décisives, Galerie Nathalie Obadia, Paris, 2013[6]
- Martin Barré. "91"  New York, Andrew Kreps Gallery, 2011
- Martin Barré. "91", Paris, Galerie Nathalie Obadia, 2010
- Works by Martin Barré, Andrew Kreps Gallery, New York, 2008
- Martin Barré. Peintures 1960-1992, Galerie Daniel Buchholz, Cologne, 2007
- Martin Barré. Peintures des années 1970 et 80, Galerie Laage-Salomon, Paris, 1997
- Martin Barré. Peintures des années 1960, Galerie Denise René, Espace Marais, Paris, 1997
- Martin Barré, Galerie Laage-Salomon, Paris, 1994
- Toutes les gouaches (1957-1960) de Martin Barré", Galerie Barbier-Beltz, Paris
- Martin Barré, Les années quatre-vingt, Galerie nationale du Jeu de Paume, Paris, 16 fév. - 11 avril 1993
- Martin Barré. Peintures récentes, Galerie Laage-Salomon, Paris, 23 avril – 30 mai 1992
- Martin Barré, rétrospective » (œuvres de 1954 à 1987), Musée des beaux-arts de Nantes, Musée des beaux-arts de Tourcoing, Galeries des Ponchettes et Galerie d'Art ntemporain de Nice, 1989-1990
- Martin Barré, galerie Jacques Barbier, Paris, 1989 Paris
- Martin Barré, Œuvres de 1956 à 1962, FIAC 1987,Galerie Barbier-Beltz / texte de Michel Ragon
- Martin Barré, Musée d’Art Moderne de la Ville de Paris (ARC), Paris, 1979
- Martin Barré, Henie-Onstad Kunstsenter, Hovikodden (Oslo), 1979
- Martin Barré, Galerie Piltzer-Rheims, Paris, 1977 / « Martin Barré », Galleria La Polena, Gênes, 1977
- Martin Barré, Galleria Peccolo, Livourne, 1976
- Martin Barré, Galerie Peccolo, Cologne, 1975
- Martin Barré, Lia Rumma, studio d’arte, Naples et Rome, 1975
- Martin Barré, dipinti, Galerie Daniel Templon, Milan, 1974 – 1975
- Martin Barré, Galerie Daniel Templon, Paris, 1969, 1970, 1973, 1975
- Martin Barré, Galerie h, Hanovre, 1967
- Martin Barré, Haus am Lützowplatz, Berlin, 1965
- Martin Barré, Galerie Hedenius, Stockholm, 1965
- Martin Barré, Museu de arte moderna, Rio de Janeiro, 1965
- Martin Barré, Kunstnernes Kunsthandel, Copenhague, 1961
- Martin Barré, Lefebre Gallery, New York, 1961
- Martin Barré, Galerie Arnaud, Paris, 1957, 1959, 1960, 1962, 1964, 1967, 1968
- Martin Barré, Galerie La Roue, Paris, 1955, 1956.

### Expositions collectives (sélection)
- « Parrino. Armleder, Barré, Buren, Hantaï, Mosset, Parmentier, Toroni », Galerie Gagosian, Paris, 2013
- « Art of another kind. International abstraction and the Guggenheim, 1949-1960», Solomon R. Guggenheim, New York, 2012
- « Déplacer, déplier, découvrir. La peinture en actes, 1960-1999 », LaM - Lille métropole musée d'art moderne, d'art contemporain et d'art brut, Villeneuve d'Ascq, 3 mars - 27 mai 2012
- "Les Sujets de l'abstraction. 101 Chefs-d’œuvre de la Fondation Gandur pour l’Art" (organisée conjointement par la Fondation Gandur pour l'Art et les Musées d'art et d'histoire de la Ville de Genève), Musée Rath, Genève, 2011; Musée Fabre, Montpellier, 2012
- "The Indiscipline of Painting", Tate St Ives, 2011 – 2012, Mead Gallery, Warwick Arts Centre, Coventry, 2012
- « Dans l’œil du critique, Bernard Lamarche-Vadel et les artistes », Musée d'art  moderne de la Ville de Paris, 2009
- « Oranges et sardines, conversations on abstract painting », Los Angeles, Hammer Museum, 2008 - 2009
- « Idées de la peinture. Hommage à Martin Barré », Galerie Nathalie Obadia, Paris, 2006
- "Beyond geometry: Experiments in Form, 1940s-1970s", Los Angeles County Museum of Art et Miami Art Museum, 2004
- « La peinture après l'abstraction 1955-1975 », Musée d'Art Moderne de la Ville de Paris, 1999
- « Rendez-vous, Masterpieces of the Centre Georges Pompidou and the Guggenheim Museums », Solomon R. Guggenheim Museum, New York, 1998 - 1999
- « Made in France, 1947/1997. 50 ans de création en France », Musée national d'art moderne, Centre Georges-Pompidou, Paris, 1997
- « Passions privées. Collections particulières d'art moderne et contemporain en France », Musée d'Art moderne de la ville de Paris, Paris, 1995- 1996
- « Liberté & Égalité - Freiheit und Gleichheit Wiederholung und Abweichung in der neueren Kunst », Ludwig Museum im Deutschherrenhaus, Coblence, 1994 – 1995

+ Galerie Barbier-Beltz, FIAC 1993, SMGP2A (Si mon grand-père avant acheté) 
- « Das Offene Bild. Aspekte der Moderne in Europa nach 1945 », Wesfälisches Landesmuseum, Münster, 1992 - 1993 et Museum der Bildenden Kunst, 1993

+ Galerie Barbier-Beltz, 1992 (Marin Barré/Fernand Leduc/Charles-Henri Monvert)
+ Galerie Barbier-Beltz, FIAC 1991 (Martin Barré/Peter Briggs/Bernard Dufour/Jacques Germain/Michel Macréau/Jean-Pierre Pincemin) 
- « L'amour de l'art », Biennale d’art contemporain de Lyon, Halle Tony Garnier, Elac, Musée d'art contemporain, Lyon, 1991

+ Galerie Barbier-Beltz, Paris, 1990 (Martin Barré/Patrick Dubrac/Dominique Larrivaz/Jean-Pierre Pincemin)
- « Les années 1950 », Centre Georges Pompidou, Musée national d’art moderne, Paris, 1988
- « Paris-Paris. Créations en France 1937-1957 », Centre Georges Pompidou - Musée national d’art moderne, Paris, 28 mai – 2 novembre 1981
- « Dalla natura all’arte, dall’arte alla natura », Venise, XXXVIIIe Biennale de Venise, 1978 / « Bilder ohne Bilder », Rheinisches Landesmuseum, Bonn, 1978
- « ROSC’77. The poetry of vision. An international exhibition of modern Art and Early Animal Art. », Dublin, Hugh Lane Municipal Gallery of Modern Art et National Museum of Ireland, 1977
- « XIV Bienal de São Paulo », Pavillon Armando de Arruda Pereira, Sao Paulo (Ibirapuera), 1977 / « Analytische Malerei », Düsseldorf, Galerie La Bertesca ; Nordjyllands Kunstmuseum, Aalborg, Danemark ; Fyns stifts Kunstmuseum, Odensee, 1975
- « Umwelt-Akzente – Die Expansion der Kunst », Kunstkreis, Monschau, 1970 /« Une aventure de l’art abstrait. 1950-1957 », Paris, Musée Galliéra, 1967
- « Arte d’oggi nei musei », XXXIIe Biennale de Venise, 1964 /" Barré, Downing, Koenig", Galerie Camille Hébert, Montréal, 1962
- « Quatre peintres de l’École de Paris: Barré, Corneille, Gillet, Maryan », Galerie Kaare Berntsen, Oslo, 1960
- « Divergences 7 », Musée Renier, Verviers, 1959, Association pour le progrès intellectuel et artistique de la Wallonie (APIAW), Liège, 1960 et Galerie Arnaud, Paris, 1960 / Première Biennale de Paris », Musée d’Art moderne de la ville de Paris, 1959
- « Salon des réalités nouvelles », Musée des Beaux-Arts de la Ville de Paris (av. du Président-Wilson), Paris, 1954, 1956, 1957, 1958
- « Divergences 6 », Galerie Grange Lyon et Galerie Arnaud, Paris, 1958 / "Divergences 5", Festival de l'art d'avant-garde, Cité radieuse, Nantes-Rezé ; Galerie Arnaud, Paris, 1957
- « Divergences 4 », Paris, Galerie Arnaud, ; Amsterdam, Stedelijk Museum; Schiedam, Stedelijk Museum, 1956-1957
- "L'aventure de l'art abstrait", Galerie Arnaud, Paris, 1956 /"Divergences 3", Galerie Arnaud, Paris, 1955 /"Éloge du petit format", Galerie La Roue, Paris, 1955 / « 9e Salon des Réalités Nouvelles », Musée des beaux-arts de la Ville de Paris, 1954.

## Décoration
- Officier de la Légion d'honneur (1989)[7]